# Lista de primeiros-ministros da República da China
Esta é uma lista dos primeiros-ministros da República da China desde 1912. Os premiês, também conhecidos como presidentes do Yuan Executivo, são nomeados pelos presidentes na República da China, mas alguns premiês foram ainda mais poderosos do que os presidentes, durante o período inicial da República da China. Alguns presidentes foram até mesmo expulsos pelos primeiros-ministros que eles nomearam. O título de primeiro-ministro na China foi alterado várias vezes, portanto esta lista é dividida em várias seções.

## Lista

### Premiês do Gabinete da República da China
- período: 13 de Março de 1912 – 1 de Maio de 1914

De acordo com a Constituição Provisória de República da China, passada em 1912, o líder do partido majoritário ou a coalizão majoritária deverá ser nomeado premiê pelo presidente.
| № | Retrato | Nome (Nascimento–Morte)                                                 | Mandato                 | Mandato                 | Dias | Partido político     | Presidente               |
| - | ------- | ----------------------------------------------------------------------- | ----------------------- | ----------------------- | ---- | -------------------- | ------------------------ |
| 1 |         | Tang Shaoyi 唐紹儀 Táng Shàoyí (1862–1938)                              | 13 de Março de 1912     | 27 de Junho de 1912     | 106  | Camarilha de Beiyang | Sun Yat-sen, Yuan Shikai |
| 1 |         |                                                                         |                         |                         |      |                      |                          |
| 2 |         | Lou Tseng-tsiang (Pierre-Célestin Lou) 陸徵祥 Lù Zhēngxiáng (1871–1949) | 29 de Junho de 1912     | 22 de Setembro de 1912  | 56   | Camarilha de Beiyang | Yuan Shikai              |
| 2 |         |                                                                         |                         |                         |      |                      |                          |
| 3 |         | Zhao Bingjun 趙秉鈞 Zhào Bǐngjūn (1859–1914)                            | 25 de Setembro de 1912  | 1 de Maio de 1913       | 252  | Camarilha de Beiyang | Yuan Shikai              |
| 3 |         |                                                                         |                         |                         |      |                      |                          |
| — |         | Duan Qirui 段祺瑞 Duàn Qíruì (1865–1936)                                | 1 de Maio de 1913       | 31 de Julho de 1913     | 91   | Camarilha de Beiyang | Yuan Shikai              |
| — |         |                                                                         |                         |                         |      |                      |                          |
| 4 |         | Xiong Xiling 熊希龄 Xióng Xīlíng (1870–1937)                            | 31 de Julho de 1913     | 12 de Fevereiro de 1914 | 196  | Camarilha de Beiyang | Yuan Shikai              |
| 4 |         |                                                                         |                         |                         |      |                      |                          |
| — |         | Sun Baoqi 孫寶琦 Sūn Bǎoqí (1867–1931)                                  | 12 de Fevereiro de 1914 | 1 de Maio de 1914       | 78   | Camarilha de Beiyang | Yuan Shikai              |
| — |         |                                                                         |                         |                         |      |                      |                          |

### Secretários de Estado do Império da China
- período: 22 de Dezembro de 1915 – 22 de Março de 1916

| №   | Retrato | Nome (Nascimento–Morte)                                                 | Mandato                | Mandato             | Dias | Partido político | Imperador              |
| --- | ------- | ----------------------------------------------------------------------- | ---------------------- | ------------------- | ---- | ---------------- | ---------------------- |
| (2) |         | Lou Tseng-tsiang (Pierre-Célestin Lou) 陸徵祥 Lù Zhēngxiáng (1871–1949) | 22 de Dezembro de 1915 | 22 de Março de 1916 | 91   | Não partidário   | Hongxian (Yuan Shikai) |
| (2) |         |                                                                         |                        |                     |      |                  |                        |

### Secretários de Estado da República da China
- período: 1 de Maio de 1914 – 22 de Dezembro de 1915; 22 de Março de 1916 – 29 de Junho de 1916

| № | Retrato             | Nome (Nascimento–Morte)                    | Mandato             | Mandato                | Dias | Partido político     | Presidente               |
| - | ------------------- | ------------------------------------------ | ------------------- | ---------------------- | ---- | -------------------- | ------------------------ |
| 5 |                     | Xu Shichang 徐世昌 Xú Shìchāng (1855–1939) | 1 de Maio de 1914   | 22 de Dezembro de 1915 | 600  | Camarilha de Beiyang | Yuan Shikai              |
| 5 | 22 de Março de 1916 | Xu Shichang 徐世昌 Xú Shìchāng (1855–1939) | 23 de Abril de 1916 | 32                     |      | Camarilha de Beiyang | Yuan Shikai              |
| 5 |                     |                                            |                     |                        |      |                      |                          |
| 6 |                     | Duan Qirui 段祺瑞 Duàn Qíruì (1865–1936)   | 23 de Abril de 1916 | 29 de Junho de 1916    | 67   | Camarilha de Beiyang | Yuan Shikai, Li Yuanhong |
| 6 |                     |                                            |                     |                        |      |                      |                          |

### Premiês do Conselho de Estado da República da China
- período: 29 de Junho de 1916 – 1 de Julho de 1917

| №   | Retrato | Nome (Nascimento–Morte)                    | Mandato             | Mandato            | Dias | Partido político | Presidente  |
| --- | ------- | ------------------------------------------ | ------------------- | ------------------ | ---- | ---------------- | ----------- |
| (6) |         | Duan Qirui 段祺瑞 Duàn Qíruì (1865–1936)   | 29 de Junho de 1916 | 23 de Maio de 1917 | 328  | Progressista     | Li Yuanhong |
| (6) |         |                                            |                     |                    |      |                  |             |
| —   |         | Wu Tingfang 伍廷芳 Wu Tíngfāng (1842–1922) | 23 de Maio de 1917  | 28 de Maio de 1917 | 5    | Progressista     | Li Yuanhong |
| —   |         |                                            |                     |                    |      |                  |             |
| 7   |         | Li Jingxi 李經羲 Li Jīngxī (1859–1925)     | 28 de Maio de 1917  | 1 de Julho de 1917 | 34   | Progressista     | Li Yuanhong |
| 7   |         |                                            |                     |                    |      |                  |             |

### Primeiro-ministro do Governo Imperial Qing Restaurado
- período: 1 de Julho de 1917 – 12 de Julho de 1917

Um golpe de Estado, a fim de restaurar a monarquia Qing, ocorreu em 1 de Julho de 1917. O líder do golpe de Estado, Zhang Xun, foi imediatamente recompensado com o cargo de premiê pelo imperador Pu Yi. Mas Chang foi derrotado por Duan Qirui em 12 de Julho e a República da China restaurada.
| № | Retrato | Nome (Nascimento–Morte)              | Mandato            | Mandato             | Dias | Partido político | Imperador       |
| - | ------- | ------------------------------------ | ------------------ | ------------------- | ---- | ---------------- | --------------- |
| — |         | Zhang Xun 張勳 Zhāng Xūn (1854–1923) | 1 de Julho de 1917 | 12 de Julho de 1917 | 16   | Não partidário   | Xuantong (Puyi) |
| — |         |                                      |                    |                     |      |                  |                 |

### Premiês do Conselho de Estado da República da China
- período: 14 de Julho de 1917 – 24 de Novembro de 1924

| №    | Retrato | Nome (Nascimento–Morte)                                         | Mandato                 | Mandato                 | Dias | Partido político          | Presidente                           |
| ---- | ------- | --------------------------------------------------------------- | ----------------------- | ----------------------- | ---- | ------------------------- | ------------------------------------ |
| (6)  |         | Duan Qirui 段祺瑞 Duàn Qíruì (1865–1936)                        | 14 de Julho de 1917     | 22 de Novembro de 1917  | 128  | Camarilha de Anhui        | Feng Guozhang                        |
| (6)  |         |                                                                 |                         |                         |      |                           |                                      |
| —    |         | Wang Daxie 汪大燮 Wāng Dàxiè (1860–1929)                        | 22 de Novembro de 1917  | 30 de Novembro de 1917  | 8    | Camarilha de Zhili        | Feng Guozhang                        |
| —    |         |                                                                 |                         |                         |      |                           |                                      |
| —    |         | Wang Shizhen 王士珍 Wáng Shìzhēn (1861–1930)                    | 30 de Novembro de 1917  | 20 de Fevereiro de 1918 | 82   | Camarilha de Anhui        | Feng Guozhang                        |
| —    |         |                                                                 |                         |                         |      |                           |                                      |
| —    |         | Qian Nengxun 錢能訓 Qián Néngxun (1869–1924)                    | 20 de Fevereiro de 1918 | 23 de Março de 1918     | 31   | Camarilha de Anhui        | Feng Guozhang                        |
| —    |         |                                                                 |                         |                         |      |                           |                                      |
| (6)  |         | Duan Qirui 段祺瑞 Duàn Qíruì (1865–1936)                        | 23 de Março de 1918     | 10 de Outubro de 1918   | 201  | Camarilha de Anhui        | Feng Guozhang                        |
| (6)  |         |                                                                 |                         |                         |      |                           |                                      |
| —    |         | Qian Nengxun 錢能訓 Qián Néngxun (1869–1924)                    | 10 de Outubro de 1918   | 13 de Junho de 1919     | 246  | Camarilha de Anhui        | Xu Shichang                          |
| —    |         |                                                                 |                         |                         |      |                           |                                      |
| —    |         | Gong Xinzhan 龔心湛 Gōng Xīnzhàn (1871–1943)                    | 13 de Junho de 1919     | 24 de Setembro de 1919  | 103  | Camarilha de Anhui        | Xu Shichang                          |
| —    |         |                                                                 |                         |                         |      |                           |                                      |
| 8    |         | Jin Yunpeng 靳雲鵬 Jìn Yúnpéng (1877–1951)                      | 24 de Setembro de 1919  | 14 de Maio de 1920      | 233  | Camarilha de Anhui        | Xu Shichang                          |
| 8    |         |                                                                 |                         |                         |      |                           |                                      |
| 9    |         | Sa Zhenbing 薩鎮冰 Sà Zhènbīng (1859–1952)                      | 14 de Maio de 1920      | 9 de Agosto de 1920     | 87   | Camarilha de Anhui        | Xu Shichang                          |
| 9    |         |                                                                 |                         |                         |      |                           |                                      |
| (8)  |         | Jin Yunpeng 靳雲鵬 Jìn Yúnpéng (1877–1951)                      | 9 de Agosto de 1920     | 18 de Dezembro de 1921  | 496  | Camarilha de Anhui        | Xu Shichang                          |
| (8)  |         |                                                                 |                         |                         |      |                           |                                      |
| —    |         | Yan Huiqing (W.W. Yan) 顏惠慶 Yán Huìqìng (1877–1950)           | 18 de Dezembro de 1921  | 24 de Dezembro de 1921  | 6    | Camarilha de Zhili        | Xu Shichang                          |
| —    |         |                                                                 |                         |                         |      |                           |                                      |
| 10   |         | Liang Shiyi 梁士詒 Liáng Shìyí (1869–1933)                      | 24 de Dezembro de 1921  | 25 de Janeiro de 1922   | 32   | Camarilha de Comunicações | Xu Shichang                          |
| 10   |         |                                                                 |                         |                         |      |                           |                                      |
| —    |         | Yan Huiqing (W.W. Yan) 顏惠慶 Yán Huìqìng (1877–1950)           | 25 de Janeiro de 1922   | 8 de Abril de 1922      | 73   | Camarilha de Zhili        | Xu Shichang                          |
| —    |         |                                                                 |                         |                         |      |                           |                                      |
| —    |         | Zhou Ziqi 周自齊 Zhōu Zìqí (1871–1923)                          | 8 de Abril de 1922      | 11 de Junho de 1922     | 64   | Camarilha de Anhui        | Xu Shichang, Zhou Ziqi (co-servidor) |
| —    |         |                                                                 |                         |                         |      |                           |                                      |
| 11   |         | Yan Huiqing (W.W. Yan) 顏惠慶 Yán Huìqìng (1877–1950)           | 11 de Junho de 1922     | 5 de Agosto de 1922     | 55   | Camarilha de Zhili        | Li Yuanhong                          |
| 11   |         |                                                                 |                         |                         |      |                           |                                      |
| —    |         | Wang Chonghui 王寵惠 Wáng Chǒnghuì (1881–1958)                  | 5 de Agosto de 1922     | 29 de Novembro de 1922  | 116  | Não partidário            | Li Yuanhong                          |
| —    |         |                                                                 |                         |                         |      |                           |                                      |
| —    |         | Wang Daxie 汪大燮 Wāng Dàxiè (1860–1929)                        | 29 de Novembro de 1922  | 11 de Dezembro de 1922  | 12   | Camarilha de Zhili        | Li Yuanhong                          |
| —    |         |                                                                 |                         |                         |      |                           |                                      |
| —    |         | Wang Zhengting 王正廷 Wáng Zhèngtíng (1882–1961)                | 11 de Dezembro de 1922  | 4 de Janeiro de 1923    | 24   | Não partidário            | Li Yuanhong                          |
| —    |         |                                                                 |                         |                         |      |                           |                                      |
| 12   |         | Zhang Shaozeng 張紹曾 Zhāng Shàozéng (1879–1928)                | 4 de Janeiro de 1923    | 9 de Setembro de 1923   | 248  | Camarilha de Beiyang      | Li Yuanhong, Gao Lingwei             |
| 12   |         |                                                                 |                         |                         |      |                           |                                      |
| 13   |         | Gao Lingwei 高凌霨 Gāo Língwèi (1868–1939)                      | 9 de Setembro de 1923   | 12 de Janeiro de 1924   | 125  | Não partidário            | Gao Lingwei, Cao Kun                 |
| 13   |         |                                                                 |                         |                         |      |                           |                                      |
| 14   |         | Sun Baoqi 孫寶琦 Sūn Bǎoqí (1867–1931)                          | 12 de Janeiro de 1924   | 2 de Julho de 1924      | 172  | Camarilha de Beiyang      | Cao Kun                              |
| 14   |         |                                                                 |                         |                         |      |                           |                                      |
| —    |         | Koo Vi-kyuin (V.K. Wellington Koo) 顧維鈞 Gù Wéijūn (1887–1985) | 2 de Julho de 1924      | 14 de Setembro de 1924  | 74   | Não partidário            | Cao Kun                              |
| —    |         |                                                                 |                         |                         |      |                           |                                      |
| (11) |         | Yan Huiqing (W.W. Yan) 顏惠慶 Yán Huìqìng (1877–1950)           | 14 de Setembro de 1924  | 31 de Outubro de 1924   | 47   | Camarilha de Zhili        | Cao Kun                              |
| (11) |         |                                                                 |                         |                         |      |                           |                                      |
| –    |         | Huang Fu 黃郛 Huáng Fú (1883–1936)                              | 31 de Outubro de 1924   | 24 de Novembro de 1924  | 24   | Não partidário            | Cao Kun, Huang Fu (co-servidor)      |
| –    |         |                                                                 |                         |                         |      |                           |                                      |

Nota: O cargo de premiê foi extinto de 25 de novembro de 1924 a 26 de dezembro de 1925. O chefe do gabinete durante este período foi Duan Qirui, o Chefe do Executivo Provisório da República da China.
- período: 24 de Novembro de 1924 – 2 de Junho de 1928

| №    | Retrato | Nome (Nascimento–Morte)                                         | Mandato                | Mandato              | Dias | Partido político | Presidente                        |
| ---- | ------- | --------------------------------------------------------------- | ---------------------- | -------------------- | ---- | ---------------- | --------------------------------- |
| 15   |         | Xu Shiying 許世英 Xǔ Shìyīng (1873–1964)                        | 26 de Dezembro de 1925 | 4 de Março de 1926   | 68   | Não partidário   | Duan Qirui                        |
| 15   |         |                                                                 |                        |                      |      |                  |                                   |
| —    |         | Jia Deyao 賈德耀 Jiǎ Déyào (1880–1940)                          | 4 de Março de 1926     | 20 de Abril de 1926  | 47   | Não partidário   | Duan Qirui                        |
| —    |         |                                                                 |                        |                      |      |                  |                                   |
| —    |         | Hu Weide 胡惟德 Hú Wéidé (1863–1933)                            | 20 de Abril de 1926    | 13 de Maio de 1926   | 23   | Não partidário   | Hu Weide (co-servidor)            |
| —    |         |                                                                 |                        |                      |      |                  |                                   |
| (11) |         | Yan Huiqing (W.W. Yan) 顏惠慶 Yán Huìqìng (1877–1950)           | 13 de Maio de 1926     | 22 de Junho de 1926  | 40   | Não partidário   | W.W. Yan (co-servidor)            |
| (11) |         |                                                                 |                        |                      |      |                  |                                   |
| —    |         | Du Xigui 杜錫珪 Dù Xīguī (1875–1933)                            | 22 de Junho de 1926    | 1 de Outubro de 1926 | 101  | Não partidário   | Du Xigui (co-servidor)            |
| —    |         |                                                                 |                        |                      |      |                  |                                   |
| —    |         | Koo Vi-kyuin (V.K. Wellington Koo) 顧維鈞 Gù Wéijūn (1887–1985) | 1 de Outubro de 1926   | 18 de Junho de 1927  | 260  | Não partidário   | V.K. Wellington Koo (co-servidor) |
| —    |         |                                                                 |                        |                      |      |                  |                                   |
| —    |         | Pan Fu 潘復 Pān Fù (1883–1936)                                  | 18 de Junho de 1927    | 2 de Junho de 1928   | 350  | Não partidário   | Zhang Zuolin                      |
| —    |         |                                                                 |                        |                      |      |                  |                                   |

### Presidentes do Yuan Executivo da República da China
- período: 25 de Outubro de 1928 – 24 de Maio de 1948

Quando Chiang Kai-shek estabeleceu o Governo Nacionalista de Nanquim em 1928, ele criou uma presidência para Yuan Executivo, em vez de uma liga, a fim de mostrar a diferença entre o seu governo e o anterior, em Pequim (depois renomeado Beiping). Este governo mudou-se para Chongqing durante a Segunda Guerra Sino-Japonesa (1937-1945) e durante a Guerra Civil Chinesa se mudou para Taipei, onde existe atualmente.
| №    | Retrato              | Nome (Nascimento–Morte)                                     | Mandato                | Mandato                | Dias | Partido político | Presidente                                |
| ---- | -------------------- | ----------------------------------------------------------- | ---------------------- | ---------------------- | ---- | ---------------- | ----------------------------------------- |
| 16   |                      | Tan Yankai 譚延闓 Tán Yánkǎi (1880–1930)                    | 25 de Outubro de 1928  | 22 de Setembro de 1930 | 842  | Kuomintang       | Tan Yankai (co-servidor), Chiang Kai-shek |
| 16   | Morreu em exercício. | Tan Yankai 譚延闓 Tán Yánkǎi (1880–1930)                    |                        |                        |      |                  |                                           |
| 17   |                      | Soong Tse-ven (T.V. Soong) 宋子文 Sòng Ziwén (1894–1971)    | 25 de Setembro de 1930 | 4 de Dezembro de 1930  | 73   | Kuomintang       | Chiang Kai-shek                           |
| 17   |                      |                                                             |                        |                        |      |                  |                                           |
| 18   |                      | Chiang Kai-shek 蒋中正 Jiǎng Zhōngzhèng (1887–1975)         | 4 de Dezembro de 1930  | 15 de Dezembro de 1931 | 376  | Kuomintang       | Chiang Kai-shek (co-serving)              |
| 18   |                      |                                                             |                        |                        |      |                  |                                           |
| 19   |                      | Chen Mingshu 陳銘樞 Chén Míngshū (1889–1965)                | 15 de Dezembro de 1931 | 1 de Janeiro de 1932   | 17   | Kuomintang       | Lin Sen                                   |
| 19   |                      |                                                             |                        |                        |      |                  |                                           |
| 20   |                      | Sun Fo 孫科 Sūn Kē (1891–1973)                              | 1 de Janeiro de 1932   | 28 de Janeiro de 1932  | 27   | Kuomintang       | Lin Sen                                   |
| 20   |                      |                                                             |                        |                        |      |                  |                                           |
| 21   |                      | Wang Jingwei 汪兆銘 Wāng Jīngwèi (1883–1944)                | 28 de Janeiro de 1932  | 1 de Dezembro de 1935  | 1403 | Kuomintang       | Lin Sen                                   |
| 21   |                      |                                                             |                        |                        |      |                  |                                           |
| (18) |                      | Chiang Kai-shek 蔣中正 Jiǎng Zhōngzhèng (1887–1975)         | 7 de Dezembro de 1935  | 1 de Janeiro de 1938   | 756  | Kuomintang       | Lin Sen                                   |
| (18) |                      |                                                             |                        |                        |      |                  |                                           |
| 22   |                      | Kung Hsiang-hsi (H.H. Kung) 孔祥熙 Kǒng Xiángxī (1881–1967) | 1 de Janeiro de 1938   | 11 de Dezembro de 1939 | 106  | Kuomintang       | Lin Sen                                   |
| 22   |                      |                                                             |                        |                        |      |                  |                                           |
| (18) |                      | Chiang Kai-shek 蔣中正 Jiǎng Zhōngzhèng (1887–1975)         | 11 de Dezembro de 1939 | 31 de Maio de 1945     | 2707 | Kuomintang       | Lin Sen, Chiang Kai-shek (co-servidor)    |
| (18) |                      |                                                             |                        |                        |      |                  |                                           |
| (17) |                      | Soong Tse-ven (T.V. Soong) 宋子文 Sòng Ziwén (1894–1971)    | 31 de Maio de 1945     | 1 de Março de 1947     | 639  | Kuomintang       | Chiang Kai-shek                           |
| (17) |                      |                                                             |                        |                        |      |                  |                                           |
| (18) |                      | Chiang Kai-shek 蔣中正 Jiǎng Zhōngzhèng (1887–1975)         | 1 de Março de 1947     | 18 de Abril de 1947    | 48   | Kuomintang       | Chiang Kai-shek                           |
| (18) |                      |                                                             |                        |                        |      |                  |                                           |
| 23   |                      | Chang Ch'ün 張群 Zhāng Qún (1889–1990)                      | 18 de Abril de 1947    | 24 de Maio de 1948     | 402  | Kuomintang       | Chiang Kai-shek                           |
| 23   |                      |                                                             |                        |                        |      |                  |                                           |

- período: 24 de Maio de 1948 - presente

| №    | Retrato | Nome (Nascimento–Morte)                                      | Mandato                 | Mandato                 | Dias | Partido político         | Presidente                                                |
| ---- | ------- | ------------------------------------------------------------ | ----------------------- | ----------------------- | ---- | ------------------------ | --------------------------------------------------------- |
| 24   |         | Weng Wenhao 翁文灝 Wēng Wénhào (1889–1971)                   | 24 de Maio de 1948      | 26 de Novembro de 1948  | 186  | Kuomintang               | Chiang Kai-shek                                           |
| 24   |         |                                                              |                         |                         |      |                          |                                                           |
| (20) |         | Sun Fo 孫科 Sūn Kē (1891–1973)                               | 26 de Novembro de 1948  | 12 de Março de 1949     | 106  | Kuomintang               | Chiang Kai-shek, Li Zongren                               |
| (20) |         |                                                              |                         |                         |      |                          |                                                           |
| 25   |         | He Yingqin 何應欽 Hé Yìngqīn (1890–1987)                     | 12 de Março de 1949     | 3 de Junho de 1949      | 83   | Kuomintang               | Li Zongren                                                |
| 25   |         |                                                              |                         |                         |      |                          |                                                           |
| 26   |         | Yan Xishan 閻錫山 Yán Xíshān (1883–1960)                     | 3 de Junho de 1949      | 7 de Março de 1950      | 277  | Kuomintang               | Li Zongren, Chiang Kai-shek                               |
| 26   |         |                                                              |                         |                         |      |                          |                                                           |
| 27   |         | Chen Cheng 陳誠 Chén Chéng (1897–1965)                       | 7 de Março de 1950      | 7 de Junho de 1954      | 1553 | Kuomintang               | Chiang Kai-shek                                           |
| 27   |         |                                                              |                         |                         |      |                          |                                                           |
| 28   |         | Yu Hung-Chun 俞鴻鈞 Yú Hóngjūn (1897–1960)                   | 7 de Junho de 1954      | 30 de Junho de 1958     | 1484 | Kuomintang               | Chiang Kai-shek                                           |
| 28   |         |                                                              |                         |                         |      |                          |                                                           |
| (27) |         | Chen Cheng 陳誠 Chén Chéng (1897–1965)                       | 30 de Junho de 1958     | 15 de Dezembro de 1963  | 1994 | Kuomintang               | Chiang Kai-shek                                           |
| (27) |         |                                                              |                         |                         |      |                          |                                                           |
| 29   |         | Yen Chia-kan (C.K. Yen) 嚴家淦 Yán Jiāgàn (1905–1993)        | 15 de Dezembro de 1963  | 29 de Maio de 1972      | 3088 | Kuomintang               | Chiang Kai-shek                                           |
| 29   |         |                                                              |                         |                         |      |                          |                                                           |
| 30   |         | Chiang Ching-kuo 蔣經國 Jiǎng Jīngguó (1910–1988)            | 29 de Maio de 1972      | 28 de Maio de 1978      | 2190 | Kuomintang               | Chiang Kai-shek, C.K. Yen, Chiang Ching-kuo (co-servidor) |
| 30   |         |                                                              |                         |                         |      |                          |                                                           |
| 31   |         | Sun Yun-suan 孫運璿 Sūn Yùnxuán (1913–2006)                  | 30 de Maio de 1978      | 20 de Maio de 1984      | 2184 | Kuomintang               | Chiang Ching-kuo                                          |
| 31   |         |                                                              |                         |                         |      |                          |                                                           |
| 32   |         | Yu Kuo-hwa 俞國華 Yú Guóhuá (1914–2000)                      | 20 de Maio de 1984      | 21 de Maio de 1989      | 1827 | Kuomintang               | Chiang Ching-kuo, Lee Teng-hui                            |
| 32   |         |                                                              |                         |                         |      |                          |                                                           |
| 33   |         | Lee Huan 李煥 Lǐ Huàn (1917–2010)                            | 21 de Maio de 1989      | 1 de Junho de 1990      | 376  | Kuomintang               | Lee Teng-hui                                              |
| 33   |         |                                                              |                         |                         |      |                          |                                                           |
| 34   |         | Hau Pei-tsun 郝柏村 Hǎo Bócūn (1919– )                       | 1 de Junho de 1990      | 10 de Fevereiro de 1993 | 985  | Kuomintang               | Lee Teng-hui                                              |
| 34   |         |                                                              |                         |                         |      |                          |                                                           |
| 35   |         | Lien Chan 連戰 Lián Zhàn (1936– )                            | 10 de Fevereiro de 1993 | 1 de Setembro de 1997   | 1664 | Kuomintang               | Lee Teng-hui                                              |
| 35   |         |                                                              |                         |                         |      |                          |                                                           |
| 36   |         | Siew Wan-chang (Vincent Siew) 蕭萬長 Xiāo Wàncháng (1939– )  | 1 de Setembro de 1997   | 20 de Maio de 2000      | 992  | Kuomintang               | Lee Teng-hui                                              |
| 36   |         |                                                              |                         |                         |      |                          |                                                           |
| 37   |         | Tang Fei 唐飛 Táng Fēi (1933– )                              | 20 de Maio de 2000      | 6 de Outubro de 2000    | 139  | Kuomintang               | Chen Shui-bian                                            |
| 37   |         |                                                              |                         |                         |      |                          |                                                           |
| 38   |         | Chang Chun-hsiung 張俊雄 Zhāng Jùnxióng (1938– )             | 6 de Outubro de 2000    | 1 de Fevereiro de 2002  | 483  | Democrático Progressista | Chen Shui-bian                                            |
| 38   |         |                                                              |                         |                         |      |                          |                                                           |
| 39   |         | Yu Shyi-kun 游錫堃 Yóu Xíkūn (1948– )                        | 1 de Fevereiro de 2002  | 1 de Fevereiro de 2005  | 1096 | Democrático Progressista | Chen Shui-bian                                            |
| 39   |         |                                                              |                         |                         |      |                          |                                                           |
| 40   |         | Hsieh Chang-ting (Frank Hsieh) 謝長廷 Xiè Chángtíng (1946– ) | 1 de Fevereiro de 2005  | 25 de Janeiro de 2006   | 358  | Democrático Progressista | Chen Shui-bian                                            |
| 40   |         |                                                              |                         |                         |      |                          |                                                           |
| 41   |         | Su Tseng-chang 蘇貞昌 Sū Zhēnchāng (1947– )                  | 25 de Janeiro de 2006   | 21 de Maio de 2007      | 481  | Democrático Progressista | Chen Shui-bian                                            |
| 41   |         |                                                              |                         |                         |      |                          |                                                           |
| (38) |         | Chang Chun-hsiung 張俊雄 Zhāng Jùnxióng (1938– )             | 21 de Maio de 2007      | 20 de Maio de 2008      | 365  | Democrático Progressista | Chen Shui-bian                                            |
| (38) |         |                                                              |                         |                         |      |                          |                                                           |
| 42   |         | Liu Chao-shiuan 劉兆玄 Liú Zhàoxuán (1943– )                 | 20 de Maio de 2008      | 10 de Setembro de 2009  | 478  | Kuomintang               | Ma Ying-jeou                                              |
| 42   |         |                                                              |                         |                         |      |                          |                                                           |
| 43   |         | Wu Den-yih 吳敦義 Wú Dūnyì (1948– )                          | 10 de Setembro de 2009  | 6 de Fevereiro de 2012  | 879  | Kuomintang               | Ma Ying-jeou                                              |
| 43   |         |                                                              |                         |                         |      |                          |                                                           |
| 44   |         | Chen Chun (Sean Chen) 陳冲 Chén Chōng (1949– )               | 6 de Fevereiro de 2012  | 18 de Fevereiro de 2013 | 378  | Kuomintang               | Ma Ying-jeou                                              |
| 44   |         |                                                              |                         |                         |      |                          |                                                           |
| 45   |         | Jiang Yi-huah 江宜樺 Jiāng Yīhuá (1960– )                    | 18 de Fevereiro de 2013 | 8 de dezembro de 2014   | 658  | Kuomintang               | Ma Ying-jeou                                              |
| 45   |         |                                                              |                         |                         |      |                          |                                                           |
| 46   |         | Mao Chi-kuo 毛治國 Máo Zhìguó (1948– )                       | 8 de dezembro de 2014   | 1 de fevereiro de 2016  | 420  | Kuomintang               | Ma Ying-jeou                                              |
| 46   |         |                                                              |                         |                         |      |                          |                                                           |
| 47   |         | Chang San-cheng 張善政 Zhāng Shànzhèng (1954–)               | 1 de fevereiro de 2016  | 20 de maio de 2016      | 109  | Não partidário           | Ma Ying-jeou                                              |
| 47   |         |                                                              |                         |                         |      |                          |                                                           |
| 48   |         | Lin Chuan 林全 Lín Quán (1951–)                              | 20 de maio de 2016      | 8 de setembro de 2017   | 476  | Não partidário           | Tsai Ing-wen                                              |
| 48   |         |                                                              |                         |                         |      |                          |                                                           |
| 49   |         | Lai Ching-te 賴清德 Lài Qīngdé (1959– )                      | 8 de setembro de 2017   | 14 de janeiro de 2019   | 493  | Democrático Progressista | Tsai Ing-wen                                              |
| 49   |         |                                                              |                         |                         |      |                          |                                                           |
| 50   |         | Su Tseng-chang 蘇貞昌 Sū Zhēnchāng (1947– )                  | 14 de janeiro de 2019   | 31 de janeiro de 2023   | 1478 | Democrático Progressista | Tsai Ing-wen                                              |
| 50   |         |                                                              |                         |                         |      |                          |                                                           |
| 51   |         | Chen Chien-jen 陳建仁 Chén Jiànrén (1951–)                   | 31 de janeiro de 2023   | 20 de maio de 2024      | 475  | Democrático Progressista | Tsai Ing-wen                                              |
| 51   |         |                                                              |                         |                         |      |                          |                                                           |
| 52   |         | Cho Jung-tai 卓榮泰 Zhuó Róngtài (1959–)                     | 20 de maio de 2024      | presente                | 300  | Democrático Progressista | Lai Ching-te                                              |